# Partido Liberal Democrático (Chile, 1893-1932)
El Partido Liberal Democrático (PLD) fue un partido político liberal chileno, llamado también «balmacedista», que fue uno de los principales actores y exponentes del parlamentarismo chileno.

## Historia

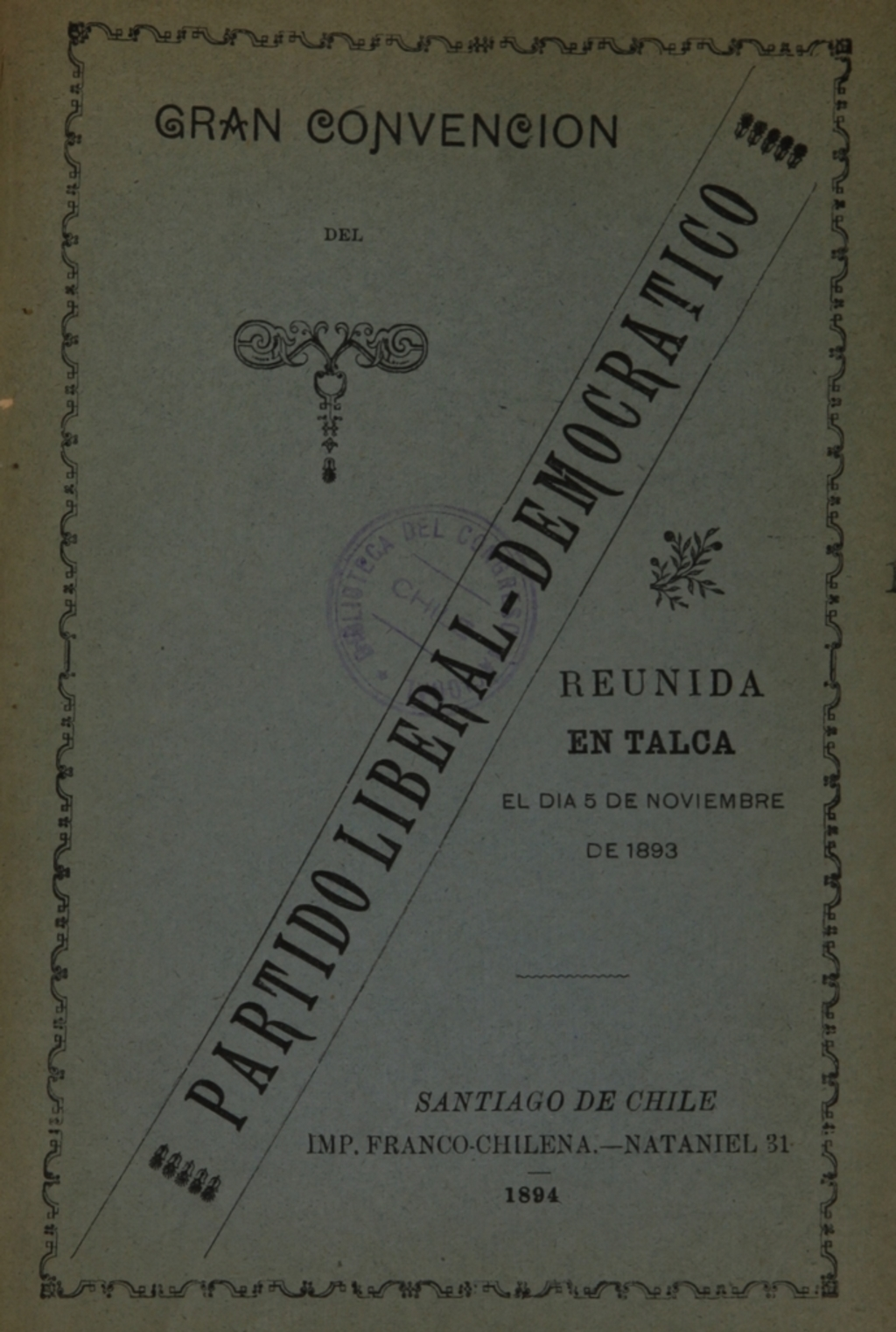
Publicación sobre la Constitución del partido.

El Partido Liberal Democrático o balmacedista fue formado el 5 de noviembre de 1893 en una convención realizada en Talca. Agrupó a los antiguos partidarios del presidente Balmaceda. Su programa político era el regreso a una presidencia fuerte anterior al de la guerra civil de 1891. 
Desde su creación el partido se movió entre las dos coaliciones vigentes en el Congreso Nacional. Entre 1893 y 1902 fue parte de la Alianza Liberal, para luego trasladarse a la conservadora Coalición (también conocida como Unión Nacional). En la elección presidencial de 1920, el partido se dividió entre el «PLD-Aliancista», partidarios de Arturo Alessandri y el «PLD-Unionista», contrarios a este.
Existió hasta 1930 cuando se integró al Partido Liberal Unido (PLU). A la caída de Carlos Ibáñez del Campo en 1931, se reorganizó como partido político independiente, reincorporándose al Partido Liberal definitivamente en 1932.

## Resultados electorales

### Elecciones parlamentarias
| Elección | Diputados | Diputados       | Diputados | Senadores | Senadores  | Senadores |
| Elección | Votos     | % de votos      | Escaños   | Votos     | % de votos | Escaños   |
| -------- | --------- | --------------- | --------- | --------- | ---------- | --------- |
| 1891     | s/i       |                 | 22/94     |           |            |           |
| 1897     | s/i       |                 | 22/94     |           |            |           |
| 1900     | s/i       |                 | 22/94     |           |            |           |
| 1903     | s/i       |                 | 27/94     |           |            |           |
| 1906     | s/i       |                 | 20/94     |           |            |           |
| 1909     | s/i       |                 | 15/94     |           |            |           |
| 1912     | s/i       |                 | 27/118    |           |            |           |
| 1915     | s/i       |                 | 21/118    | s/i       |            | 7/32      |
| 1918     | s/i       |                 | 15/118    | s/i       |            | 5/32      |
| 1921     | s/i       |                 | 8/118     | s/i       |            | 3/32      |
| 1924     | s/i       |                 | 9/118     | s/i       |            | 3/32      |
| 1925     | s/i       |                 | 10/132    | s/i       |            | 6/45      |
| 1932     | 1686      | \| \| 0,51 % \| | 1/142     |           |            |           |
|          | 0,51 %    |                 |           |           |            |           |

Nota: no se incluyen resultados de 1930 (ver Congreso Termal).

## Autoridades

### Presidentes de la República

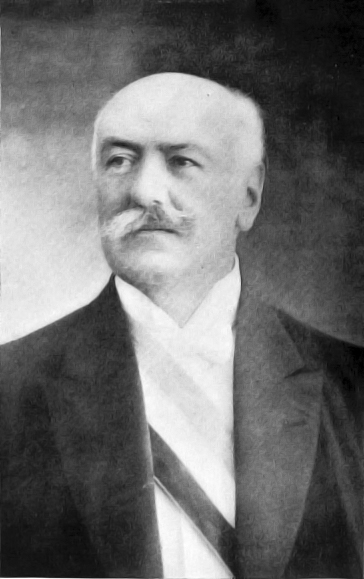
Juan Luis Sanfuentes 1915-1920
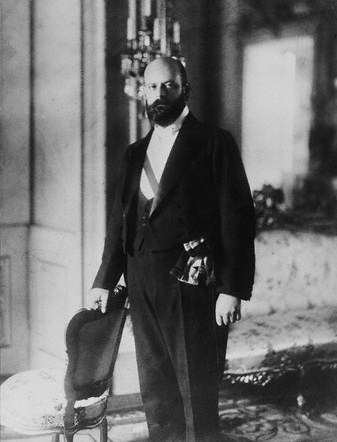
Emiliano Figueroa 1925-1927